# Royal Society of Arts
A Royal Society for the Encouragement of Arts, Manufactures and Commerce (em tradução livre para o Português: Sociedade Real para o Encorajamento das Artes, Manufaturas e Comércio), também identificada pela sigla RSA, é uma organização britânica, com sede em Londres, empenhada em encontrar soluções práticas para os desafios sociais. Fundada em 1754 como Society for the Encouragement of Arts, Manufactures and Commerce, teve concedida a Carta Régia em 1847, e o direito de usar o termo Royal em seu nome em 1908, pelo rei Eduardo VII. A versão curta, The Royal Society of Arts, e seu acrônimo, são usados mais frequentemente do que o nome completo.
Charles Dickens, Adam Smith, Benjamin Franklin, Karl Marx, William Hogarth, John Diefenbaker, Stephen Hawking, Benson Taylor e Tim Berners-Lee são alguns dos nomes notáveis que pertenceram ou pertencem à RSA, que hoje possui membros eleitos de 80 países diferentes. Os membros da RSA são inovadores do conhecimento humano, como mostrado pelo Oxford English Dictionary, que registra o primeiro uso do termo "sustentabilidade", no sentido ambiental da palavra, como tendo sido feito em uma edição do jornal da entidade em 1980.
A RSA concede três medalhas, a Medalha Albert, a Medalha Bicentenário e a Medalha Benjamin Franklin (na sequência de uma decisão de 2013, a Medalha Benjamin Franklin agora é supervisionada pela RSA USA, embora a nomeação final seja ratificada pelo Conselho da entidade britânica). A lista de vencedores incluem Nelson Mandela, Sir Frank Whittle e Stephen Hawking, entre outros.

## Nome e missão
A missão da RSA, expressa na carta constitutiva, é "encorajar a iniciativa, ampliar a ciência, aperfeiçoar a arte, melhorar nossos fabricantes e ampliar nosso comércio", mas também a necessidade de aliviar a pobreza e garantir o pleno emprego. Em seu site, a RSA se caracteriza como "uma organização iluminista comprometida em encontrar soluções práticas inovadoras para os desafios sociais atuais".
No friso do prédio da RSA está gravado "The Royal Society of Arts", embora seu nome completo seja Royal Society for the Encouragement of Arts, Manufactures and Commerce. O nome curto e a abreviatura R (oyal) S (ociety) of A (rts) são usados mais frequentemente do que o nome completo.

## Liderança
O patrono da RSA atualmente é a Rainha Elizabeth II, a presidente da entidade é a Princesa Anne (que substituiu a seu pai, Príncipe Philip, Duque de Edimburgo, em 2011), seu Chairman é Vikki Heywood, e seu Diretor Executivo é Matthew Taylor.

### Lista de presidentes da RSA
- 1755–1761: Jacob Bouverie, Visconde de Folkestone
- 1761–1793: Robert Marsham (Lord Romney)
- 1794–1815: Charles Howard, 11.º Duque de Norfolk
- 1816–1843: Augusto Frederico, Duque de Sussex
- 1843–1861: Alberto, Príncipe Consorte
- 1862–1862: William Tooke
- 1863–1901: Eduardo VII, quando Príncipe de Gales
- 1901–1901: Sir Frederick Bramwell
- 1901–1910: George V, quando Príncipe de Gales
- 1910–1910: Richard Webster
- 1911–1942: Príncipe Arthur, Duque de Connaught e Strathearn
- 1942–1943: Sir Edward Crowe
- 1943–1945: E. F. Armstrong
- 1945–1947: R. B. Bennett, Visconde Bennett
- 1947–1952: Elizabeth II, quando Duquesa de Edimburgo
- 1952–2011: Príncipe Philip, Duque de Edimburgo[4]
- 2011–presente: Princesa Anne

## Ligações Externas
- https://www.thersa.org/ Site Oficial (em Inglês)